# Dacildo Mourão
Francisco Dacildo Mourão Albuquerque (Fortaleza, 30 de abril de 1961) es un ex-árbitro de fútbol brasileño.

## Carrera
Activo a nivel estatal desde la década de 1980, pronto logró el fútbol profesional después de arbitrar algunos partidos aficionados. Ya fue  afiliado a la CBF y a la Federación Cearense de fútbol. Mourão arbitró la final de la Copa de Brasil de 1997, su mayor logro profesional en el área nacional; Su carrera internacional duró aproximadamente cuatro años. Dacildo arbitró en tres ediciones de la Copa Libertadores de América (1997, 1998 y 1999), dos de la Copa Conmebol (1998 y 1999) y tres partidos de la Clasificación de Conmebol para la Copa Mundial de Fútbol de 1998.

## Partidos internacionales
| Fecha                    | Partido              | Competición                                                      | Marcador | Amonestado | Expulsado | Anotado · Penal |
| ------------------------ | -------------------- | ---------------------------------------------------------------- | -------- | ---------- | --------- | --------------- |
| 28 de febrero de 1997    | Paraguay vs Perú     | Campeonato Sudamericano Sub-17 de 1997                           | 1-0      | 0          | 0         | 0               |
| 4 de marzo de 1997       | Ecuador vs Argentina | Campeonato Sudamericano Sub-17 de 1997                           | 2-3      | 0          | 0         | 0               |
| 8 de junio de 1997       | Uruguay vs Colombia  | Clasificación de Conmebol para la Copa Mundial de Fútbol de 1998 | 1-1      | 7 (4-3)    | 0         | 0               |
| 10 de septiembre de 1997 | Chile vs Argentina   | Clasificación de Conmebol para la Copa Mundial de Fútbol de 1998 | 1-2      | 7 (4-3)    | 0         | 0               |
| 16 de octubre de 1997    | Perú vs Paraguay     | Clasificación de Conmebol para la Copa Mundial de Fútbol de 1998 | 1-0      | 0          | 0         | 0               |